# Paracladopelma pseudocamptolabis
Paracladopelma pseudocamptolabis är en tvåvingeart som beskrevs av Oksana V. Zorina 2006. Paracladopelma pseudocamptolabis ingår i släktet Paracladopelma och familjen fjädermyggor. Inga underarter finns listade i Catalogue of Life.